# Аурора (футбольний клуб)
«Ауро́ра» (ісп. «Club Aurora») — болівійський футбольний клуб з Кочабамби. Заснований 27 травня 1935 року.

## Досягнення
- Чемпіон Болівії (1): 2008 К